# ساتوشی آمورا

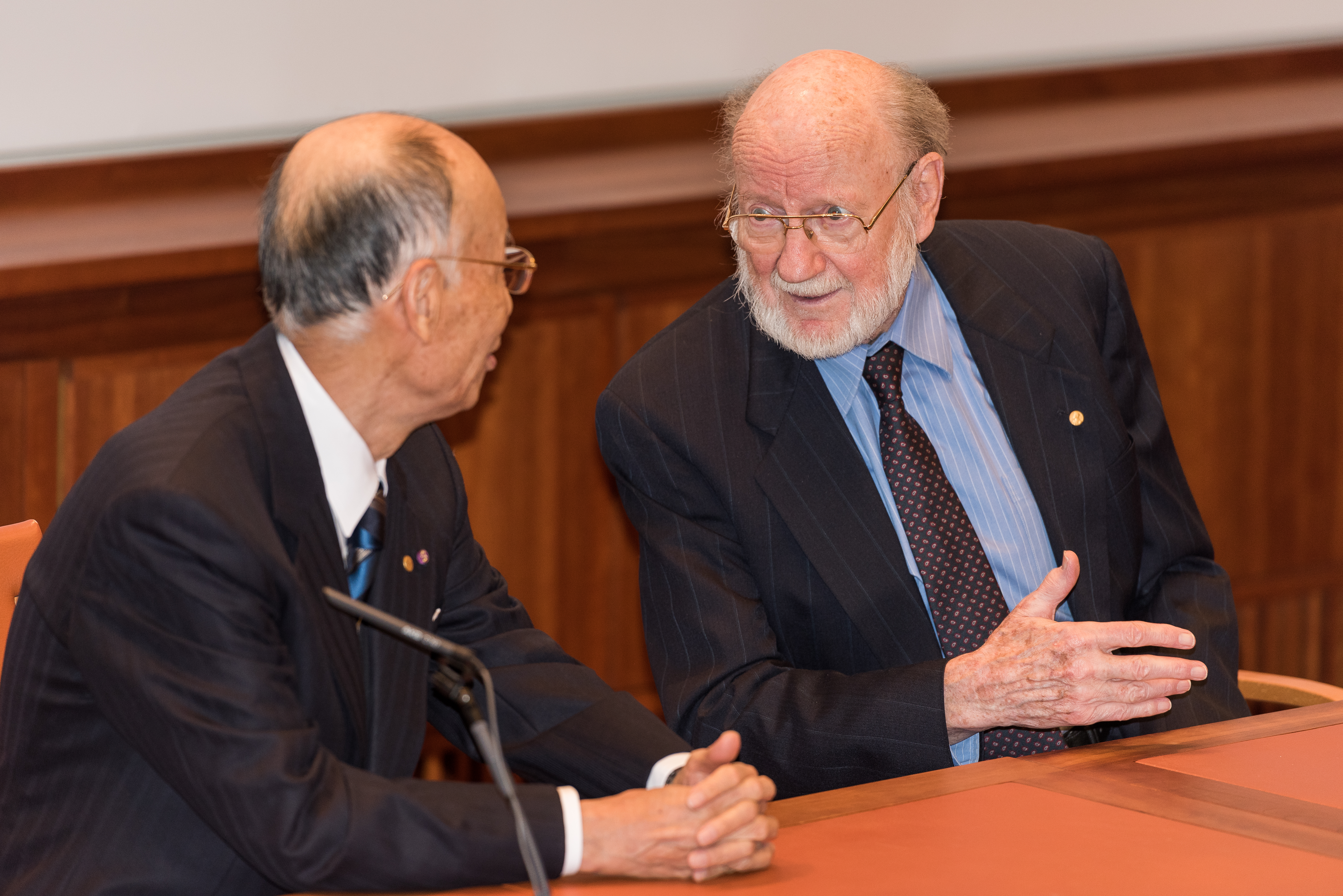
ساتوشی امورا در سمت چپ و ویلیام کمپبیل در سمت راست در استکلهم دسامبر ۲۰۱۵

ساتوشی آمورا (انگلیسی: Satoshi Ōmura؛ زادهٔ ۱۲ ژوئیهٔ ۱۹۳۵) یک زیست‌شیمی‌دان اهل ژاپن است. او بیش‌تر برای کشف و توسعهٔ داروهای شیمیایی گوناگونی که اصلاً درون میکروبها واقع می‌شوند، شناخته می‌شود. در سال ۲۰۱۵، او به‌هم‌راه ویلیام کمپبل (دانشمند) و یویو تو، برندهٔ جایزه نوبل فیزیولوژی و پزشکی شد.